# 北条流
北条流（ほうじょうりゅう）は、軍学の流派の一つ。軍学者・北条氏長が創始した。

## 概要
甲州流軍学を大成した小幡景憲の高弟であった北条氏長は、それまでの軍学（兵学）から、中世における迷信・邪説的要素である軍配（日取りや方角の吉凶を占う）や精神的な教訓・因習や道徳などを廃し、合理的な軍学を体系化した。また、氏長は、『士鑑用法』を著わし、軍学を泰平の世における武士の精神修養法とした。
氏長没後の北条流は氏長の養子・福島国隆などが継承し、後にこの学統からは松宮観山が輩出された。諸藩においては、越中富山藩、越後長岡藩などでは、氏長の門人である片山良庵（秋扇。越前福井藩士）の学統が続き、仙台藩、尾張藩、岡山藩、熊本藩などでも氏長を祖とする門人らによって流派が受け継がれた。氏長の高弟・山鹿素行は、北条流軍学に儒学の要素を加味させ、軍学を武士の修養法とした道徳化の流れを加味（回帰）した。これを山鹿流と呼ぶ。
北条流においては、主に氏長が著わした『兵法雌鑑』（『兵法師鑑』『兵法私鑑』ともいう）『兵法雄鑑』『士鑑用法』などが伝書として用いられた。